# Bande de bras Afrika
Ne doit pas être confondu avec Bande de bras Afrikakorps.

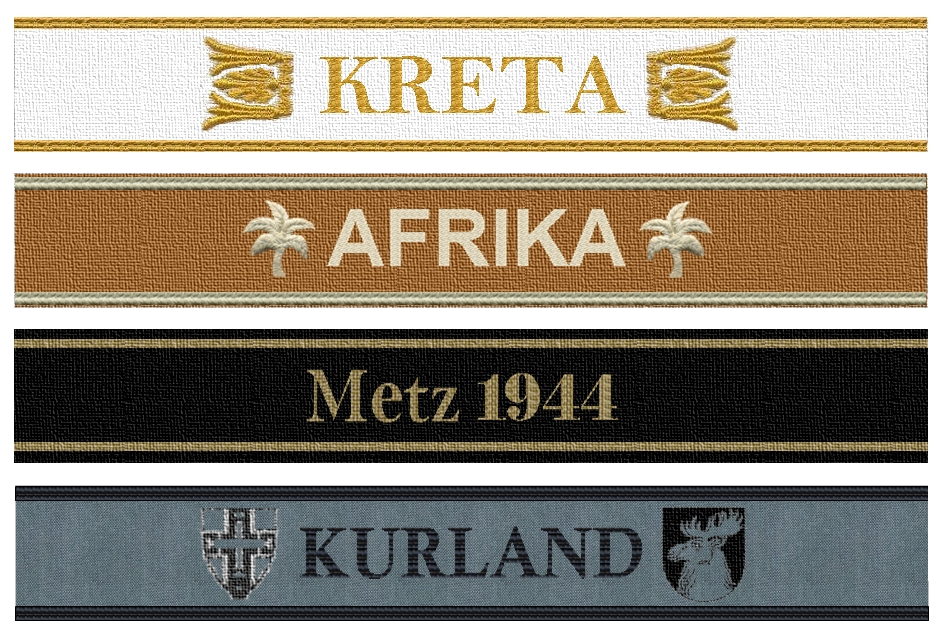
Bande de bras Afrika (deuxième du haut)

La bande de bras « Afrika », ou Ärmelband Afrika, est créée par Adolf Hitler le 15 janvier 1943, pour distinguer les combattants allemands ayant participé aux combats d'Afrique du Nord.
La bande de bras Afrika ne doit pas d'être confondue avec la bande de bras Afrikakorps, décernée à tous les membres du corps allemand en Afrique.

## Attributions
La bande de bras Afrika est attribuée à tout soldat des trois branches de la Wehrmacht (Heer, Kriegsmarine et Luftwaffe) qui remplissait les conditions suivantes :
- six mois de service en Afrique du Nord ;
- blessure au combat en Afrique du Nord ;
- invalidité due à une maladie tropicale avec au moins trois mois de service en Afrique du Nord ;
- décoration avec la Deutsches Afrikakorps pour fait d'armes (Croix de fer, Croix allemande en or et décorations d'honneur pour les membres de la Luftwaffe) ;
- mort au combat en Afrique du Nord. Dans ce cas, le diplôme est remis à la famille ;
- quatre mois de service en Afrique du Nord avec participation avec honneur aux combats d'avril-mai 1943.

Avec l'obtention de la bande, le récipiendaire recevait un diplôme en papier et était mentionné dans le Soldbuch (livret militaire).

## Présentation
Le brassard (environ 450 mm par 36 mm) se compose d'un tissu en coton de couleur beige. L'inscription AFRIKA en lettres majuscules est réalisée en broderie d'art en coton gris, placée au centre. En bordure haute et basse de la bande de bras est réalisé un passepoil en fil de couleur gris d'environ 3 mm de large. De chaque côté de l'inscription AFRIKA est brodé un palmier, toujours en couleur grise.

## Port
Le récipiendaire de la bande de bras Afrika recevait quatre exemplaires afin de les broder sur ses tenues, sur le bras gauche au-dessus du poignet. Si la bande de bras Kreta est déjà portée par le récipiendaire, la bande de bras Afrika se porte au-dessus par rapport à celle de Kreta.
Distribuée à partir du milieu de l'année 1943, la bande de bras ne fut portée que très rarement sur les tenues tropicales de l'armée allemande à cause de la défaite allemande en Afrique du Nord sous la pression des Alliés. Évacuant la Tunisie, les dernières forces allemandes en Afrique se rendent le 13 mai 1943.

## Sources
- (de) Kurt-Gerhard Klietmann, Auszeichnungen des Deutschen Reiches. 1936–1945, Motorbuch, Stuttgart, 1981.

## Liens
- (de) Bande de bras Afrika sur le site lexikon-der-wehrmacht.de